# Ksois
Ksois (arabsko  سخا‎,  starogrško starogrško Ξόις, Ksóis, koptsko ⲥϦⲱⲟⲩ je bilo veliko staroveško mesto sredi Nilove delte v Egiptu. V Starem Egiptu se je imenovalo Khasut, Khaset ali Sakha.

## Zgodovina
Ksois je stal na otoku, ki sta ga tvorila Sebeniški in Fatniški rokav Nila. Spadal je v Sebeniški nom. Kasneje je bil upravno središče lastnega Ksoiškega noma.
Štirinajsta egipčanska dinastija je po Manetonu štela 76 kraljev in vladala do vdora Hiksov  v drugem vmesnem obdobju Egipta. Povsem mogoče je, da je Ksois zaradi svojega položaja v močvirjih Nilove delte in mreži Nilovih rokavov obdržal svojo samostojnost tudi med hiško okupacijo Nilove delte ali vsaj del samostojnosti s plačevanjem davka hiškim osvajalcem. S temi domnevami se večina egiptologov ne strinja. Prepričani so, da je Štirinajsta dinastija vladala iz Avarisa na vzhodu Nilove delte.
Po mnenju nekaterih geografov bi Ksois lahko bil Herodotov Papremis.(Champollion: l'Egypte sous les Pharaons, vol. ii, str.  214) je ostanke Ksoisa prepoznal v sodobni Sakhi (Sakkra), ki je arabski sinonim za koptski Xeos in staroegipčanski Skhoo. Skozi Ksois je šla cesta iz Tamiatisa v Memfis. 
V rimskem in bizantinskem obdobju je bil Ksois središče krščanske škofije, kasneje pa  nezasedena naslovna škofija.